# Damigny
Damigny (da.mi.ɲiⓘ) es una población y comuna francesa, situada en la región de Baja Normandía, departamento de Orne, en el distrito de Alençon y cantón de Alençon-1.

## Demografía
| 1147 | 1334 | 2305 | 2458 | 2495 | 2917 |
| Para los censos de 1962 a 1999 la población legal corresponde a la población sin duplicidades (Fuente: INSEE [Consultar]) |      |      |      |      |      |